# Michael Kurland
Michael Joseph Kurland (* 1938 in New York) ist ein US-amerikanischer Autor, der hauptsächlich durch seine Science-Fiction- und Kriminalromane bekannt ist.

## Leben
Michael Kurland begann seine Karriere als Verfasser von Science-Fiction-Romanen. Seine erste Veröffentlichung im Jahr 1964 in den USA war Ten Years to Doomsday (zusammen mit Chester Anderson). Weitere bekannte Werke sind Tomorrow Knight, Pluribus, Perchance, und The Unicorn Girl. The Unicorn Girl war der mittlere Band der Greenwich Village Trilogie, die von drei verschiedenen Autoren verfasst wurde. Die beiden anderen Verfasser sind Chester Anderson und T. A. Waters. Für den ersten Teil Schmetterlingskind wurde Chester Anderson 1968 für den Hugo Award nominiert.
Wegen des Erfolges seiner Kriminalerzählungen in The Infernal Device (nominiert für den Edgar Award im Jahr 1980) richtete Michael Kurland seine Aufmerksamkeit auf das Schreiben von Detektiv-Geschichten. Etliche seiner nachfolgenden Erzählungen waren Fortsetzungen von The Infernal Device und verwenden Sherlock Holmes’ Gegenspieler Professor Moriarty als Hauptfigur.
Daneben hat er zwei Anthologien mit Sherlock Holmes Kurzgeschichten veröffentlicht. My Sherlock Holmes enthält Erzählungen aus der Perspektive anderer Figuren als Watson und Holmes, während die Geschichten in Sherlock Holmes: The Hidden Years während der Zeit spielen, in der man Holmes für tot hielt.
Gleichsam als Vorbereitung seines späteren Erfolgs als Fantasy-Schriftsteller verfasste Kurland die beiden Romane Zehn kleine Zauberer und Eine Studie in Zauberei. Sie spielen in Randall Garretts fantastischer Welt des Lord Darcy.
Er ist außerdem der Autor einiger Ratgeber und Nachschlagewerke wie How to Solve a Murder: the Forensic Handbook (Wie man einen Mordfall löst: Das forensische Handbuch), How to Try a Murder: the Handbook for Armchair Lawyers (Wie man einen Mord verhandelt: Das Handbuch für Sessel-Juristen) und The Complete Idiot's Guide to Improving Your Memory (Gedächtnisverbesserung für Idioten).
Michael Kurland lebt in Petaluma, Kalifornien.

## Bibliografie
War Incorporated (Romanserie)
- 1 Third Force (1967)
- 2 Tank War (1968)
- 3 Police Action (1969)
- A Plague of Spies (1969)

Professor Moriarty
- 1 The Infernal Device (1978); reprinted in
- 2 Death by Gaslight (1982); reprinted in The Infernal Device and others
- 3 The Great Game (2001)
- 4The Empress of India (2006)
- 5 Who Thinks Evil (2014)
- The Paradol Paradox (2001)
- The Infernal Device and others (Sammlung)
- Years Ago and in a Different Place (in: My Sherlock Holmes, 2003)
- Reichenbach (in: Sherlock Holmes: The Hidden Years, 2004)

Lord Darcy (Romanserie)
- Ten Little Wizards (1988)
  - Deutsch: Zehn kleine Zauberer. Übersetzt von Ralph Tegtmeier. Bastei-Lübbe-Taschenbuch #20148, 1990, ISBN 3-404-20148-5.
- A Study in Sorcery (1989)
  - Deutsch: Eine Studie in Zauberei. Übersetzt von Ralph Tegtmeier. Bastei-Lübbe-Taschenbuch #20178, 1992, ISBN 3-404-20178-7.

Alexander Brass (Romanserie)
- Too Soon Dead (1997)
- The Girls in the High-Heeled Shoes (1998)

Romane
- Ten Years to Doomsday (1964, mit Chester Anderson)
  - Deutsch: Die Drohung aus dem All. Übersetzt von Helmut Bittner. Winther-Bücher #2001, 1966.
- The Unicorn Girl (1969)
- Transmission Error (1970)
- Pluribus (1975)
- The Whenabouts of Burr (1975)
  - Deutsch: Wo steckt Aaron Burr? Übersetzt von Thomas Ziegler. Ullstein-Buch #31058, 1983, ISBN 3-548-31058-3.
- Tomorrow Knight (1976)
- The Princes of Earth (1978)
- The Last President (1980)
- Psi Hunt (1980)
- First Cycle (1982, postume Ausgabe eines Manuskripts von H. Beam Piper)
- Star Griffin (1987)
- Perchance (1988)
- Button Bright (1990)

Sammlungen
- Images, Conceits & Lollygags (2003)
- The Trials of Quintilian: Three Stories of Rome's Greatest Detective (2011)
- Victorian Villainy: A Collection of Moriarty Stories (2011)

Kurzgeschichten
- Elementary (1964, mit Laurence M. Janifer)
- Bond of Brothers (1965)
- Please State My Business (1965)
- Spadework (1968)
- Fimbulsommer (1970, mit Randall Garrett)
- Specula (1972)
- A Matter of Taste (1973)
- Think Only This of Me (1973)
- Small World (1973)
- Vanishing Act (1976, mit Bill Pronzini)
- A Brief Dance to the Music of the Spheres (1983)
- Poor Joe (1990, mit Avram Davidson)
- Blind Justice (1993)
- In the Blood (1995)
- The Stolen Saint Simon (2000)
- Great Caesar's Ghost (2003)
- Years Ago and in a Different Place (2003)
- The Rite Stuff (2004)
- Reichenbach (2004)
- Four Hundred Slaves (2005)
- The Picture of Oscar Wilde (2008)
- Splash (2012, mit Don Webb, Richard A. Lupoff, Scott A. Cupp, Michael Mallory, Paul Di Filippo und James Patrick Kelly)
- Go Karts for God (2012)
- Lily and the Dragon (2014)

Anthologien (als Herausgeber)
- My Sherlock Holmes: Untold Stories of the Great Detective (2003)
- Sherlock Holmes: The Hidden Years (2004)
- Sherlock Holmes: The American Years (2010)

Sachliteratur
- The Spymaster's Handbook (1988)
- Encyclopedia of Horrifica (1992, mit Lydia C. Marano)
- A Gallery of Rogues : Portraits in True Crime (1994)
- How to Solve a Murder : The Forensic Handbook (1995)
- How to Try a Murder : The Handbook for Armchair Lawyers (1997)
- The Complete Idiot's Guide to Extraterrestrial Intelligence (1998)
- The Complete Idiot's Guide to Improving Your Memory (1999, mit Richard A Lupoff)
- Complete Idiot's Guide to Unsolved Mysteries (2000)
- Encyclopedia of World Espionage (2000)
- Irrefutable Evidence : Adventures in the History of Forensic Science (2009)
- It's a Mystery to Me (2012)